# Jurinia paulensis
Jurinia paulensis är en tvåvingeart som först beskrevs av Townsend 1927.  Jurinia paulensis ingår i släktet Jurinia och familjen parasitflugor. Inga underarter finns listade i Catalogue of Life.